# 許正漢

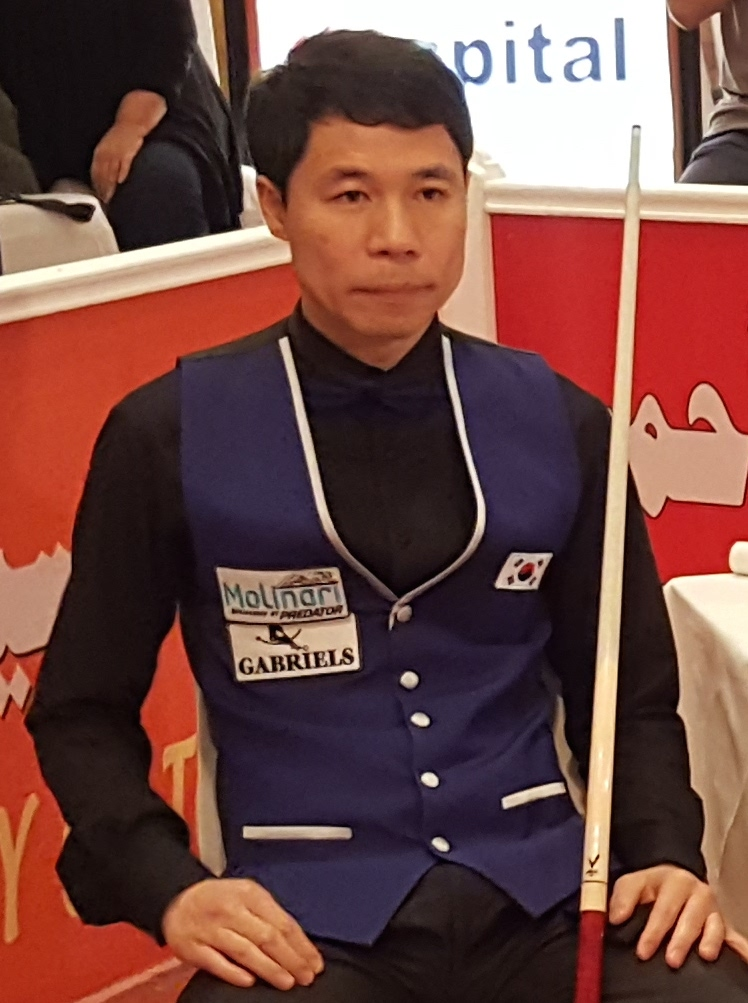
許正漢

許正漢（韓語：허정한，1977年4月25日—），是韓國職業開侖撞球選手，出生於馬山市，曾贏得三顆星世界杯冠軍。
2013年，許正漢和隊友金京律在德國菲爾森舉辦的UMB世界三顆星國家隊錦標賽獲得銅牌，兩年後與趙在浩搭檔獲得了銀牌。2016年12月，許正漢在埃及艾爾古納贏得了他的第一個世界杯冠軍。在決賽中，他以40:29擊敗了來自荷蘭的年度冠軍狄克·雅斯柏斯。身為非常自我克制的亞洲人，他在第一次國際錦標賽勝利後親吻了他的球桿和桌面。